# Асоціація символьної логіки
Асоціація символьної логіки (англ. The Association for Symbolic Logic, ASL) — міжнародна організація фахівців з математичної логіки та філософської логіки. ASL була заснована в 1936 році, та її першим президентом був Алонзо Черч. Нинішній президент ASL — Джулія Ф. Найт.

## Публікації
ASL видає книги та наукові журнали. Три основні офіційні журнали такі:
- Журнал символічної логіки (Journal of Symbolic Logic) (вебсайт) [Архівовано 17 січня 2021 у Wayback Machine.] — публікує дослідження з усіх областей математичної логіки. Заснований 1936 року. ISSN 0022-4812.
- Бюлетень символічної логіки (Bulletin of Symbolic Logic) (вебсайт) [Архівовано 17 січня 2021 у Wayback Machine.] — публікує переважно статті та огляди. Заснований 1995 року. ISSN 1079-8986.
- Огляд символічної логіки (Review of Symbolic Logic) (вебсайт) [Архівовано 17 січня 2021 у Wayback Machine.] — публікує дослідження, що стосуються логіки, філософії, науки та їх взаємодії. Заснований 2008 року. ISSN 1755-0203.

Крім того, ASL має журнал, який видається на спонсорські внески:
- Журнал логіки та аналізу (Journal of Logic and Analysis) (вебсайт) [Архівовано 24 січня 2021 у Wayback Machine.] — публікує дослідження взаємодії математичної логіки, чистого та прикладного аналізу. Заснований в 2009 році як вільний для доступу нащадок журналу Springer «Логіка та аналіз» із відкритим доступом. ISSN 1759-9008.

Організація зіграла певну роль у публікації зібраних творів Курта Геделя.

## Зустрічі
ASL проводить дві основні зустрічі щороку: одну в Північній Америці та одну в Європі (остання знана як Логічний Колоквіум (Logic Colloquium)). Крім того, ASL регулярно проводить спільні зустрічі як з Американським математичним товариством («AMS»), так і з Американською філософською асоціацією («APA»), і щороку спонсорує зустрічі в багатьох різних країнах.

## Список президентів
|                | Ім'я                    | Термін повноважень |
| -------------- | ----------------------- | ------------------ |
| 1-й президент  | Курт Джон Дюкасс        | 1936–1937 роки     |
| 2-й президент  | Хаскелл Каррі           | 1938–1940          |
| 3-й президент  | Купер Гарольд Ленгфорд  | 1941–1943          |
| 4-й президент  | Альфред Тарський        | 1944–1946          |
| 5-й президент  | Ернест Нагель           | 1947–1949          |
| 6-й президент  | Дж. Барклі Россер       | 1950–1952          |
| 7-й президент  | Віллард Ван Орман Квайн | 1953–1955          |
| 8-й президент  | Стівен Коул Кліні       | 1956–1958          |
| 9-й президент  | Фредерік Фітч           | 1959–1961          |
| 10-й президент | Леон Хенкін             | 1962–1964          |
| 11-й президент | Вільям Крейг            | 1965–1967          |
| 12-й президент | Авраам Робінзон         | 1968–1970          |
| 13-й президент | Дана Скотт              | 1971–1973          |
| 14-й президент | Джозеф Р. Шоенфілд      | 1974–1976          |
| 15-й президент | Хіларі Патнам           | 1977–1979          |
| 16-й президент | Соломон Феферман        | 1980–1982          |
| 17-й президент | Рут Баркан Маркус       | 1983–1985          |
| 18-й президент | Майкл Морлі             | 1986–1988          |
| 19-й президент | Чарльз Парсонс          | 1989–1991          |
| 20-й президент | Яніс Мосвакакіс         | 1992–1994          |
| 21-й президент | Джордж Буолос           | 1995–1996          |
| 22-й президент | Менахем Магідор         | 1996–1997          |
| 23-й президент | Дональд А. Мартін       | 1998–2000          |
| 24-й президент | Річард Шор              | 2001–2003          |
| 25-й президент | Олександр Кехріс        | 2004–2006          |
| 26-й президент | Пенелопа Медді          | 2007–2009          |
| 27-й президент | Алекс Вілкі             | 2010–2012          |
| 28-й президент | Alasdair Urquhart       | 2013–2015          |
| 29-й президент | Ульріх Коленбах         | 2016–2018          |
| 30-й президент | Джулія Ф.Найт           | 2019–2021          |

## Нагороди
Асоціація періодично вручає чисельні призи та нагороди.

### Премія Карпа
Премію Карпа асоціація присуджує раз на п'ять років за видатний документ або книгу в галузі символьної логіки. Вона складається з грошової винагороди і була заснована в 1973 році в пам'ять професора Керола Карпа.
| Рік      | Одержувач(і) |
| -------- | --- |
| 1978 рік | Роберт Вот, Каліфорнійський університет, Берклі |
| 1983 рік | Сахарон Шелах, Єврейський університет |
| 1988 рік | Дональд А. Мартін, UCLA; Джон Р. Стіл, UCLA; В. Х'ю Вудін, Каліфорнійський університет, Берклі |
| 1993 рік | Ехуд Грушовскі, Массачусетський технологічний інститут та Алекс Вілкі, Оксфорд |
| 1998 рік | Ехуд Грушовський, Єврейський університет |
| 2003 рік | Грегорі Хьорт, UCLA та Олександр Кехріс, Caltech |
| 2008 рік | Зліл Села, Єврейський університет |
| 2013 рік | Моті Гітік, Тель-Авівський університет; Яаков Петерзіл, Хайфський університет; Джонатан Піла, Оксфордський університет; Сергій Старченко, Університет Нотр-Дам; Алекс Вілкі, Манчестерський університет |
| 2018 рік | Маттіас Ашенбреннер, UCLA; Лу ван ден Дріс, Університет Іллінойсу в Урбана — Шампань; Йоріс ван дер Ховен, Політехніка Еколе                                                                            |

### Премія Сакса
Премію Сакса присуджують за найвидатнішу докторську дисертацію з математичної логіки. Вона складається з грошової винагороди і була заснована в 1999 році на честь професора Джеральда Сакса з Массачусетського технологічного університету та Гарварду.
Нагороджені:
| Рік      | Одержувач(і)                             |
| -------- | ---------------------------------------- |
| 1994 рік | Грегорі Хьорт                            |
| 1995 рік | Славомір Солецький                       |
| 1996 рік | Бюнгхан Кім                              |
| 1997 рік | Іліас Фарах та Томас Скенлон             |
| 1998 рік | премію не присуджували                   |
| 1999 рік | Денис Гіршфельдт і Рене Шиппер           |
| 2000 рік | Ерік Джалігот                            |
| 2001 рік | Маттіас Ашенбреннер                      |
| 2002 рік | премію не присуджували                   |
| 2003 рік | Ітай Бен Яков                            |
| 2004 рік | Джозеф Мілети та Натан Сегерлінд         |
| 2005 рік | Антоніо Монтальбан                       |
| 2006 рік | Маттео Віале                             |
| 2007 рік | Адріен Делоро та Войцех Мочидловський    |
| 2008 рік | Інеса Епштейн та Діліп Раггаван          |
| 2009 рік | Ісаак Голдбринг та Григор Саргсян        |
| 2010 рік | Урі Ендрюс                               |
| 2011 рік | Мінчжун Цай та Адам Дей                  |
| 2012 рік | П'єр Сімон                               |
| 2013 рік | Артем Черніков та Натанаель Маріоле      |
| 2014 рік | премію не присуджували                   |
| 2015 рік | Омер Бен-Нерія та Мартіно Лупіні         |
| 2016 рік | Вільям Джонсон та Людовик Патей          |
| 2017 рік | Метью Гаррісон-Тренер та Себастьян Васей |
| 2018 рік | Денні Нгуєн                              |
| 2019 р   | Габріель Гольдберг                       |

### Премія Шенфілда
Відкрита в 2007 році, премію Шоенфілда присуджують щотри роки у двох категоріях — в області книги та в області статті, які зробили видатний внесок в галузь логіки. Премію названо на честь Джозефа Р. Шоенфілда, американського математика.
Нагороджені:
| Рік      | Одержувач(і)                                                                                                |
| -------- | --- |
| 2007 рік | Джон П. Берджесс (книга); Богуслав Балькар та Томас Єх (стаття)                                             |
| 2010 рік | Джон Т. Болдуін (книга); Род Дауні, Денис Гіршфельдт, Ендрю Ніс та Себастіан Тервійн (стаття)               |
| 2013 рік | Стево Тодорчевич (книга); Ітаї Бен Яков, Олександр Беренштейн, К. Уорд Хенсон та Олександр Усвяцов (стаття) |
| 2016 рік | Род Дауні та Денис Гіршфельдт (книга); Лу ван ден Дріс (стаття)                                             |